# Literatura polska – renesans

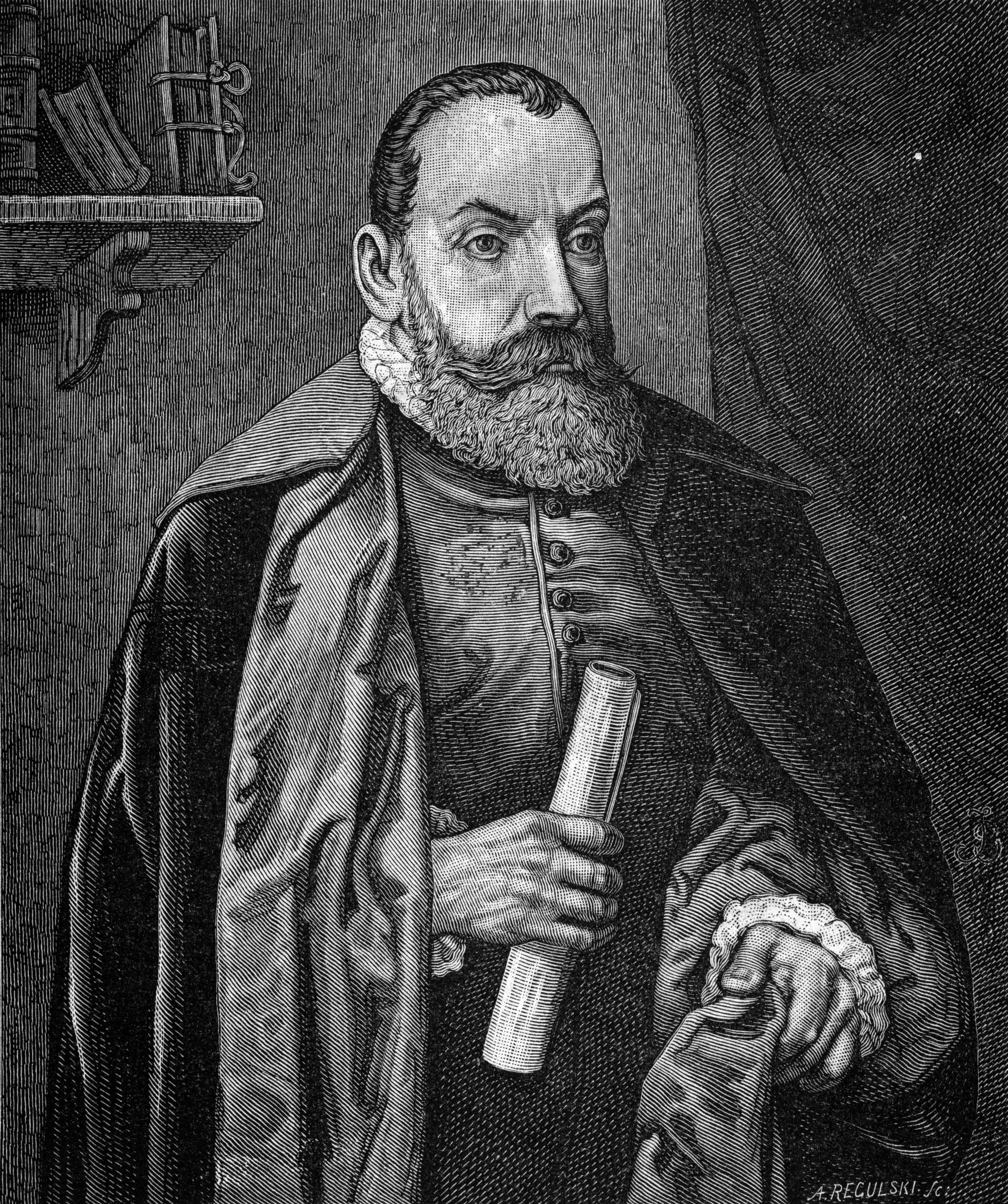
Jan Kochanowski

Literatura polska doby renesansu – epoka literacka w dziejach literatury polskiej przypadająca na okres od 1500 do 1629 roku.
W okresie renesansu, zwanego też „odrodzeniem”, polska kultura przeżywała rozkwit. Polska zajmowała poczesne miejsce na mapie Europy, zaś wpływy włoskie, które nasiliły się wraz ze ślubem Zygmunta Starego z Boną Sforzą, przyczyniły się do rozkwitu malarstwa, architektury, sztuki kulinarnej i literatury –  do Polski przybywali sławni poeci i myśliciele. Już w 1488 roku powstało pierwsze w Europie towarzystwo literackie – Nadwiślańskie Bractwo Literackie. Polska była wówczas azylem tolerancji religijnej, a Akademia Krakowska stała się jednym z ważniejszych ośrodków naukowych Europy.

## Liryka polsko-łacińska
Początki literatury polskiej epoki Odrodzenia wiążą się z twórczością poetów polsko-łacińskich, wywodzących się na ogół z kręgu elity dworskiej. Poezję tę zapoczątkowali cudzoziemcy, którzy osiedlili się w Polsce. Jednym z pierwszych był przebywający na dworze Grzegorza z Sanoka włoski poeta Filip Buonaccorsi–Kalimach, autor elegii, epigramatów miłosnych, poematu o św. Stanisławie oraz panegiryku Życie i obyczaje Grzegorza z Sanoka. Wraz z osiadłym w Polsce niemieckim humanistą i poetą Konradem Celtisem założył Nadwiślańskie Bractwo Literackie, skupiające najwybitniejszych twórców krakowskich. Początek XVI wieku to okres dynamicznego rozwoju poezji polskiej pisanej po łacinie. Wybitnymi twórcami tego typu poezji byli m.in. Paweł z Krosna, Jan z Wiślicy (Wojna pruska), Mikołaj Hussowczyk (Pieśń o żubrze), Andrzej Krzycki, oraz Jan Dantyszek. Jednak największy rozgłos zyskał w tym okresie Klemens Janicki, poeta chłopskiego pochodzenia, uwieńczony we Włoszech laurem poetyckim, autor elegii, epigramatów i utworów politycznych oraz autobiograficznej elegii O sobie samym dla potomności, wchodzącej w skład tomu Tristium liber.

## Początek polskiej literatury renesansowej – mieszczańsko-ludowa
Nurt ten nawiązywał do tradycji literatury średniowiecznej, podejmując tematy istniejące dotąd w popularnej twórczości ustnej. W odróżnieniu od poetów polsko-łacińskich, przedstawiciele tego nurtu posługiwali się głównie językiem polskim w celu pozyskania masowego czytelnika. Początkowo ich główną zasługą było spopularyzowanie znanych motywów z europejskiej kultury poprzez przekłady (głównie z łaciny). Do najwybitniejszych tłumaczeń należały Rozmowy jakie miał Salomon mądry z Marchołtem grubym a sprośnym pióra Jana z Koszyczek. Jan z Koszyczek przełożył też Poncjana, czyli historię o siedmiu mędrcach. Oba te utwory zyskały duży rozgłos, były masowo drukowane i często wznawiane. Dziełem anonimowych tłumaczy było dokonanie przekładów takich dzieł jak m.in. Historia o Aleksandrze Wielkim, Historia trojańska, Historia o Meluzynie, Historia o Magielonie i wielu innych. Żywot Ezopowy oraz Raj duszny przełożył z łaciny Biernat z Lublina, twórca, który nie ograniczał się do tłumaczeń, ale tworzył też w języku polskim oryginalne utwory własne, przeważnie bajki. Apokryf Żywot Wszechmocnego Syna Bożego Pana Jezu Krysta wyszedł spod pióra Baltazara Opeca. W środowisku mieszczańskim powstawały również w tym okresie interesujące utwory anonimowych autorów, np. Ludycje wieśne, Tragedia żebracza oraz zbiór facecji mieszczańskich pt. Facecje polskie.

## Literatura polska po roku 1543

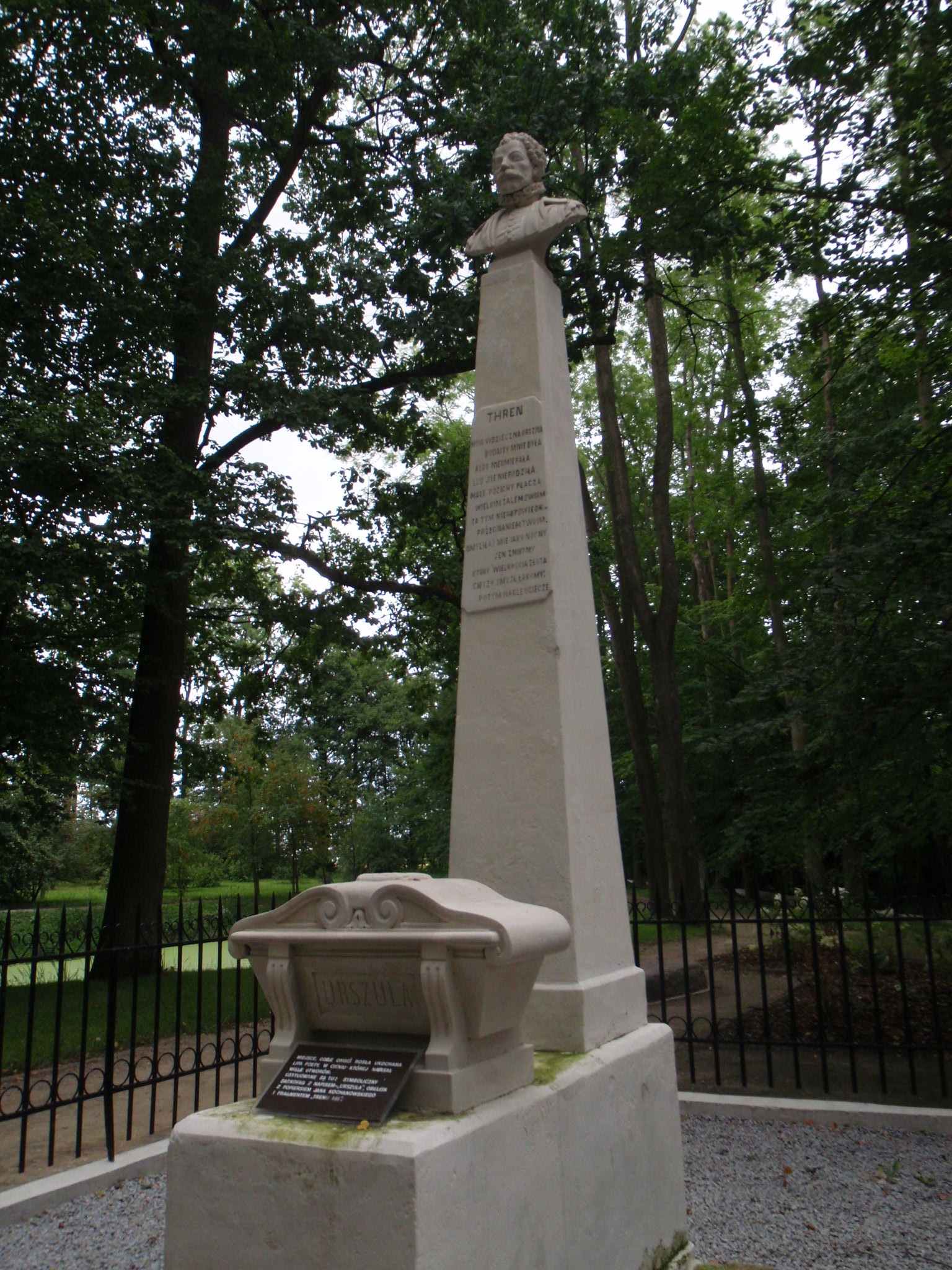
Obelisk wystawiony w miejscu lipy w Czarnolesie, pod którą zwykł siadywać Jan Kochanowski

Rok 1543 jest rokiem przełomowym w historii polskiego renesansu. Był to rok śmierci Mikołaja Kopernika oraz ogłoszenia jego dzieła O obrotach sfer niebieskich (De revolutionibus orbium coelestium). W tym roku umarł też Klemens Janicki, największy poeta polsko-łaciński. Pokolenie następnej generacji pisarzy i publicystów stworzyło najwybitniejsze dzieła polskiego renesansu w stosunkowo krótkim czasie.
Najstarszym z nich był Marcin Bielski, autor Żywotów filozofów (przekład z języka czeskiego), dzieła, które zyskało dużą popularność i miało wiele wydań nie tylko w XV, ale i w XVI wieku oraz wiele przekładów na inne języki. Do jego dzieł należały też m.in. Kronika wszytkiego świata, Kronika polska, Komedyja Justyna i Konstancyjej oraz Rozmowa nowych proroków dwu baranów o jednej głowie. Rówieśnikiem Bielskiego był Stanisław Gąsiorek zwany Kleryką, autor licznych wierszy panegirycznych oraz zbiorku Fortuna.
Wielkie znaczenie dla rozwoju literatury pisanej w języku polskim miała literacka działalność Mikołaja Reja. Był on autorem Krótkiej rozprawy między Panem, Wójtem a Plebanem, utworu krytykującego ówczesne stosunki społeczne, nawiązującego tematyką do toczonych wówczas sporów i dyskusji politycznych. Był też autorem obszernych utworów Wizerunek własny żywota człowieka poczciwego oraz Źwierciadło – traktatów etycznych o godziwym życiu, oraz zbioru epigramatów Źwierzyniec, zbiorów wierszy i utworów dramatycznych (m.in. Kupiec, Żywot Józefa).
Spośród publicystów wyróżniali się tacy twórcy jak Andrzej Frycz Modrzewski i Stanisław Orzechowski. Modrzewski jest autorem dzieła O poprawie Rzeczypospolitej, w którym bronił stanów niższych przed dominacją szlachty i wskazywał sposoby reformy kraju. Prozę polską tego okresu reprezentowali też m.in. Łukasz Górnicki autor traktatów politycznych oraz Piotr Skarga autor m.in. Kazań sejmowych.
Spośród poetów polskich za lidera tego okresu uznać należy Jana Kochanowskiego, który był ceniony zarówno przez współczesnych, jak i potomnych, a jego nazwisko nieodłącznie kojarzy się z epoką renesansu w Polsce. Popularność przyniosły mu przede wszystkim fraszki, które pisał przez całe życie i w których podejmował różnoraką tematykę, zarówno wzniosłą patriotyczną, satyryczną, jak i rozrywkową. Kochanowski był też autorem pieśni, wierszy okolicznościowych, trenów, którymi uczcił swoją zmarłą córkę, oraz tragedii Odprawa posłów greckich. Jego dziełem jest też przekład biblijnych psalmów (Psałterz Dawidów). Oprócz twórczości w języku polskim tworzył też oryginalną poezję łacińską. Twórczość Kochanowskiego miała duży wpływ na rozwój języka polskiego.
Spośród poetów „złotego wieku” wymienić należy też Szymona Szymonowica autora wierszy łacińskich i pisanych po polsku Sielanek, oraz Sebastiana Fabiana Klonowica reprezentującego nurt mieszczański „złotego wieku”.
W omawianych ramach czasowych mieści się też twórczość Mikołaja Sępa Szarzyńskiego, która zapowiada początek nowej epoki baroku. Jest on autorem tomiku Rymy albo wiersze polskie. Śmierci Szymonowica i Kochanowskiego (rok 1584) zapowiadają schyłek renesansu.
Warto też wspomnieć o pracy Piotra Kochanowskiego, który przełożył Jerozolimę wyzwoloną napisaną przez Torquato Tasso. Dzieło to zostało opublikowane w 1617 roku, czyli w epoce schyłkowej polskiego renesansu.

## Literatura mieszczańska schyłku renesansu
Najwybitniejszym przedstawicielem literatury mieszczańskiej końca XV wieku był Sebastian Fabian Klonowic (m.in. Flis i Worek Judaszów). W Worku Judaszów Klonowic bronił praw mieszczan i chłopów. Do innych poetów tego nurtu należeli Walenty Roździeński, Adam Władysławiusz oraz Franciszek Śmiadecki. Literaturę mieszczańską tego okresu charakteryzowało dążenie plebejuszy do obrony własnej godności poprzez zwalczanie szlacheckiej dominacji nad innymi stanami.

## Literatura sowizdrzalska
Była to popularna literatura jarmarczna i straganowa, powstawała w renesansie. Tworzona była przez ludzi spoza społeczeństwa feudalnego, ustosunkowanych negatywnie i krytycznie do panującego porządku. Literatura ta programowo przeciwstawiała się literaturze szlacheckiej i mieszczańskiej, nierzadko parodiując ją. Jej twórcy wywodzili się ze środowisk wędrownych klechów i rybałtów, wędrownych nauczycieli przemierzających kraj w poszukiwaniu chleba, niedokończonych żaków Akademii Krakowskiej, a także kantorów, służby kościelnej oraz pisarczyków wiejskich i miejskich. Literatura ta wyrażała wyzywającą postawę wobec świata, zawiedzione nadzieje i niezaspokojone ambicje. Jej głównymi przedstawicielami byli m.in. Jan z Kijan, Jan Dzwonowski, Jan z Wychylówki i wielu innych.